# Варваровка (Алексеевский район)
Варваровка — село в Алексеевском районе (городском округе, с 2018) Белгородской области, центр Варваровского сельского поселения.

## Описание
Расположено в восточной части области, в 29 км к юго-востоку от районного центра, города Алексеевки.
| 1859 | 1897  | 2002 | 2010 |
| ---- | ----- | ---- | ---- |
| 2928 | ↘2633 | ↘797 | ↘665 |

Улицы и переулки
| - ул. Заречная - ул. Молодежная - ул. Озерная - ул. Строительная - ул. Центральная - ул. Школьная |

## История
Варваровка известна по документам с 1721 года.
В 1748 г. малороссийская слобода Варваровка входила в состав полковых слобод Острогожского полка в Усердском уезде.
По преданию слобода названа в честь жены владельца вотчины, графа П.Б. Шереметева, дочери князя Черкасского – Варвары Алексеевны.
Упоминается в Памятной книжке Воронежской губернии за 1887 год как "слобода Варваровка" Варваровской волости Бирюченского уезда. Число жителей обоего пола — 3100, число дворов — 378.

## Образование
В селе действует Муниципальное бюджетное общеобразовательное учреждение «Варваровская средняя общеобразовательная школа».

## Религия
Варваровка относится к Валуйско-Алексеевской епархии.
В селе действует храм Великомученицы Варвары.

## Памятники и мемориалы
Памятник 139 воинам, не вернувшимся с фронтов Великой Отечественной войны.

## Известные люди
Лапин, Роман Никифорович (1903 — 1991) — подполковник Советской Армии, участник Великой Отечественной войны, Герой Советского Союза (1945).
- Старостенко, Пётр Захарович (1850 - ?) — депутат Государственной думы Российской империи III созыва от Воронежской губернии, крестьянин.